# Rassemblement patriotique sénégalais/Jammi Rewmi
Le Rassemblement patriotique sénégalais/Jammi Rewmi (RPS/JR) est un parti politique sénégalais, dont le chef est Ely Madiodio Fall, professeur d'économie.

## Histoire
Le RPS est officiellement créé le 19 septembre 1995 par Ely Madiodo Fall. Depuis 1976 celui-ci militait au sein du Rassemblement national démocratique (RND), mais il quitte ce parti en 1993 en raison de différends liés aux élections d'alors.
Il participe aux élections législatives de 1998, mais n'obtient aucun siège à l'Assemblée nationale.
Contrairement à beaucoup d'autres partis qui ont choisi le boycott, le RPS/JR a participé aux élections législatives de 2007, recueillant 6 847 voix, soit 0,40 %. C'est la seule des 14 formations ayant participé au scrutin à n'avoir gagné aucun siège.

## Orientation
La démarche du parti reste proche de la pensée de Cheikh Anta Diop.
Ses objectifs déclarés sont « la conquête démocratique du pouvoir ; l’instauration d’un Sénégal libre, réellement indépendant et la réalisation de l’unité africaine ».

## Symboles
Sa couleur est le jaune, son symbole est un cheval rouge.
En wolof, Jammi Rewmi signifie "la paix au pays".

## Organisation
Le siège du parti se trouve à Dakar.